# آنژلا سارگسیان
آنژلا سارگسیان (ارمنی: Անժելա Սարգսյան؛ انگلیسی: Angela Sargsyan؛ ۱۶ دسامبر ۱۹۸۲) یک بازیگر اهل ارمنستان است. وی از سال میلادی تا کنون فعالیت می‌کند.

## زندگی‌نامه
وی در ۱۶ دسامبر ۱۹۸۲ در ایروان به دنیا آمد و از دانشگاه دولتی ایروان فارغ‌التحصیل شد. وی در تئاتر نمایشی هراچیا غاپلانیان (از ۲۰۰۰) فعالیت کرده است. 

## گزیده فیلمشناسی
از فیلم‌ها یا برنامه‌های تلویزیونی که وی در آن نقش داشته است می‌توان به سریال باحال (۲۰۱۰)، وروگایت اشاره کرد.

## یادداشت
1. ↑  Ղազար Ավետիսյան